# Arly Jover
Arly Jover, właściwie Araceli Jover (ur. 2 lutego 1971 w Melilli) – hiszpańska aktorka i tancerka.

## Życiorys
Urodzona w Melilli, na półwyspie północnoafrykańskim należącym do Hiszpanii, jako jedno z siedmiu dzieci wojskowego. W wieku 5 lat przeprowadziła się na Majorkę. W wieku 8 lat rozpoczyna naukę tańca. Mając 15 lat opuszcza Hiszpanię i przenosi się do USA w celu nauki w szkole American Ballet Theatre w Nowym Jorku. W 1996, w wyniku kontuzji, jest zmuszona porzucić karierę tancerki i zajmuje się aktorstwem.
Zadebiutował w telewizji mała rolą w Women: Stories of Passion. W 1998 zagrała w filmie kinowym Blade: Wieczny łowca, w reż. Stephena Norringtona, jako wampirzyca Mercury.
Po 18 latach w USA wyjeżdża do Francji i dostaje główną rolę w filmie Imperium wilków Chrisa Nahona, u boku Jeana Reno. Rok później występuje w komedii Madame Irma, następnie Dwa światy, gdzie gra razem z Benoît Poelvoorde.
Mieszka w Paryżu.

## Filmografia
- 1994: Tango
- 1995: The Ballad of Johnny-Jane
- 1998: Blade: Wieczny łowca – Mercury
- 2000: Zabójcze ryzyko – Maria
- 2000: The Young Unknowns – Paloma
- 2000: Everything Put Together – pielęgniarka Edna
- 2000: Maria & Jose – Maria
- 2001: Fish in a Barrel – Nina
- 2002: Łowcy wampirów: Los Muertos – Una
- 2002: Impostor: Test na człowieczeństwo – prezenterka wiadomości
- 2003: April’s Shower – Sophie
- 2005: Imperium wilków – Anna Heymes
- 2006: Madame Irma – Inés
- 2007: Popiołki – Gala
- 2007: Dwa światy – Delphine
- 2008: Le Voyage aux Pyrénées – Aline
- 2009: Les Regrets – Lisa
- 2010: Gigola – Johanne
- 2010: Qui a envie d'être aimé ? – Claire
- 2011: Minister – Séverine Saint-Jean
- 2011: La Ligne blanche – Alice
- 2011: Dziewczyna z tatuażem – Liv
- 2012: Quand je serai petit – Ana
- 2012: Le Guetteur – Kathy (adwokat Vincenta Kaminskiego)
- 2012: Niebo w gębie – Mary
- 2013: En solitaire – Anna Bruckner
- 2014: Idealisten – Estibaliz

### Filmy telewizyjne i seriale
- 1997: Women: Stories of Passion
- 1998: Gracze – Kiva
- 2003: Dragnet – Katrina Fluery
- 2006: Dziecko innej – Johana Iglesias
- 2012: Le Cerveau d'Hugo – Elisa
- 2013: Mon ami Pierrot – Cecilia
- 2013: Les Petits Meurtres d'Agatha Christie – Alma Sarrazin
- 2014: Alatriste – Madame de Brissac